# Parasteatoda triangula
Parasteatoda triangula là một loài nhện trong họ Theridiidae.
Loài này thuộc chi Parasteatoda. Parasteatoda triangula được Hajime Yoshida miêu tả năm 1993.